# Black Mountain Lookout Cabin
 (juin 2021).
La Black Mountain Lookout Cabin est une cabane américaine dans le comté de Catron, au Nouveau-Mexique. Située au sommet de la Black Mountain, cette cabane en rondins est protégée au sein de la forêt nationale de Gila. Construite en 1925, elle est inscrite au Registre national des lieux historiques depuis le 28 janvier 1988 ainsi qu'au New Mexico State Register of Cultural Properties depuis le 4 mars 1988.